# دودمان آرگید
دودمان آرگید (یونانی: Ἀργεάδαι) یک دودمان پادشاهی یونانی دوری بود که از ۸۰۸ تا ۳۱۰ پیش از میلاد، بر مقدونیه حکومت کرد. مطابق افسانه‌ها، نسل آرگیدها به آرگوس می‌رسید. مشهورترین اعضای این خاندان فیلیپ دوم و اسکندر سوم (اسکندر بزرگ) بودند.
دودمان آرگید از زمان فتح ایران به دست اسکندر تا ۳۱۰ یا ۳۰۹ پیش از ميلاد جهان ایرانی را تحت حاکمیت خود داشت و به دلیل ازدواج اسکندر با شاهدخت‌های ایرانی، آخرین اعضای این دودمان تباری نیمه ایرانی-نیمه یونانی داشتند.